# 嶼北界碑
22°15′33″N 113°51′58″E / 22.259232°N 113.866183°E

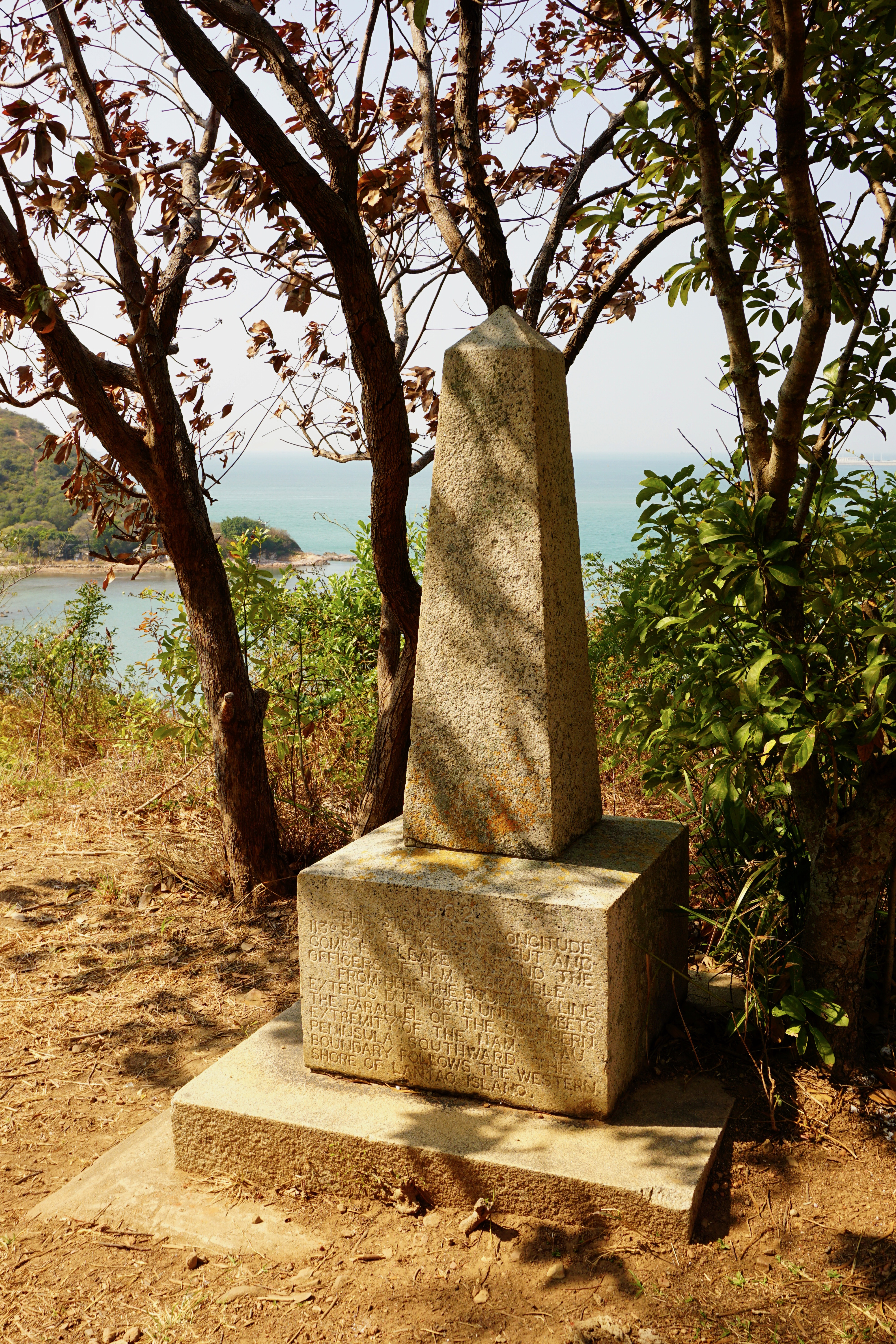
嶼北界碑

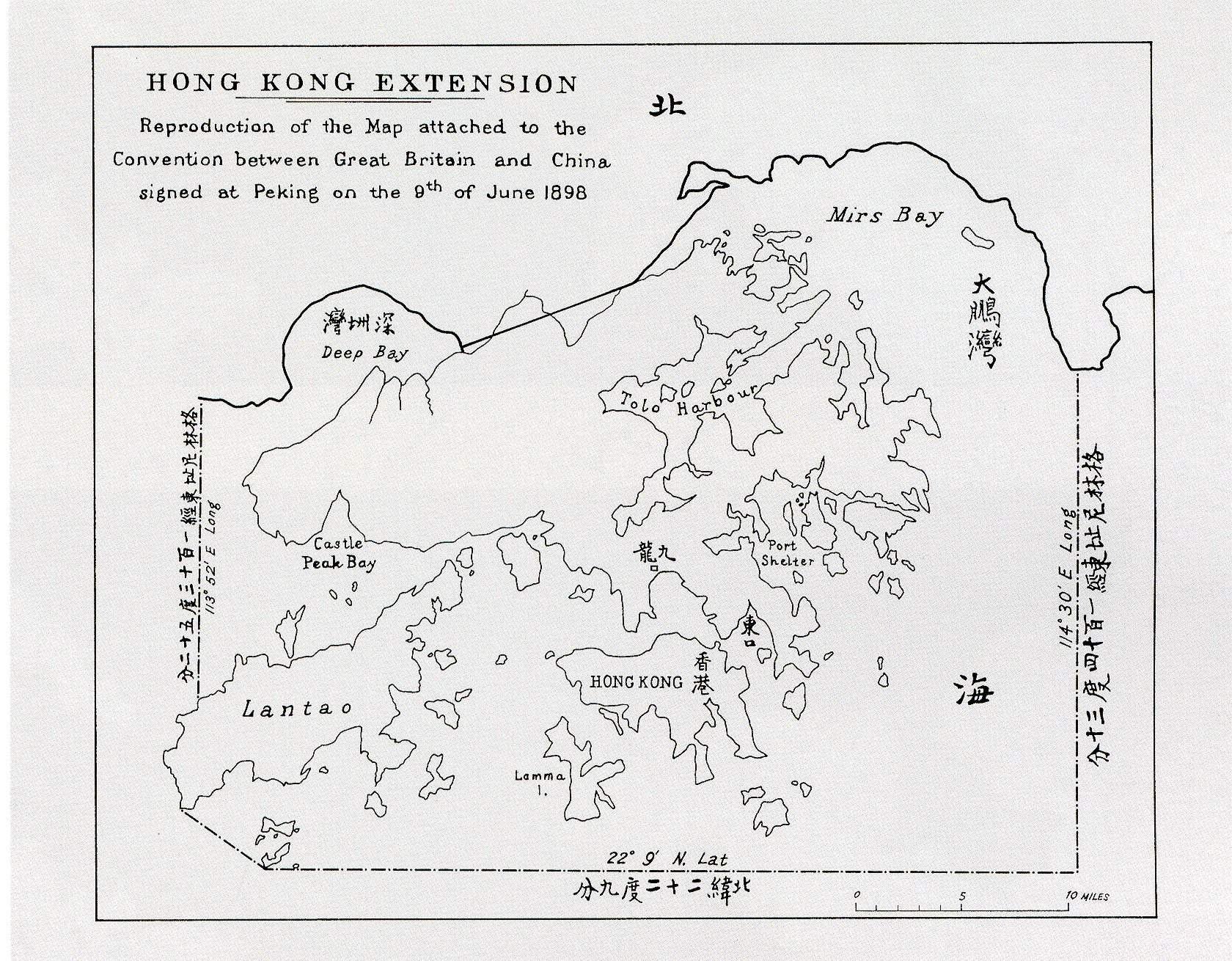
1898年《展拓香港界址專條》地圖，大澳位於邊界線上

現時香港圖，可見轄區變化

嶼北界碑（又稱嶼北界石）是香港大嶼山上的界碑之一，於1902年豎立，以表明大嶼山已租予英國。
1898年，滿清與英國簽署《展拓香港界址專條》，連同大嶼山的新界範圍被英國租借99年。1902年，英軍少校力奇率領軍艦林保號抵達大嶼山豎立花崗岩石碑，北部及南部各一。其中嶼北界碑座落於大澳寶珠潭以東的一個小山崗上，基座上刻有經度東經113度52分，清楚顯示新界租借地界線。

## 碑文
此界石安豎在大嶼山北方即東經線壹佰壹拾叁度伍拾貳分自此界石正北潮漲處起點沿大嶼山西便一帶海岸向北直至南頭陸地南角盡處之平線大英一仟九百二年<管帶霸林保兵艦水師總兵官力會同本艦員弁等勘明界址共立此石界。